# Мухаммад Хаким
Мухаммед Хаким (родился в 1940) — военный и государственный деятель Афганистана, генерал.

## Биография
По национальности — пуштун из племени мохаммадзай племенного союза дуррани, к которому принадлежит и королевская семья Афганистана. Сардар (князь, принц). Окончил Военную академию в Кабуле, высшее военное образование получил в США. Кадровый офицер афганской армии.

С 1965 года — член Народно-демократической партии Афганистана, принадлежал к фракции «Парчам». После прихода к власти НДПА в 1978 году, в результате Апрельской (Саурской) революции, стал начальником политического отдела министерства внутренних дел. В том же году был арестован, заключён в тюрьму Пули-Чархи. В августе 1988 года вспоминал в интервью газете «Советский спорт»: 

Меня арестовали, бросили в «одиночку». Требовали, чтобы я сознался, что принимал участие в заговоре против Амина. «Если вы твёрдо уверены, что я заговорщик, зачем вам мои признания?» — пытался я образумить своих дознавателей. «А дело не в тебе, нам нужны твои соучастники». Но мне не в чем было сознаваться. Когда тюремщикам стало ясно, что физическими пытками они ничего не добьются, была придумана новая «игра». Мне объявили: «Завтра на рассвете тебя расстреляют». Скажу честно, это было нелёгкое испытание — дожидаться утра казни. Пришли. «Собирайся», — говорят. Вывезли за город. Я уже попрощался с жизнью, но неожиданно меня отвезли обратно в камеру. Такие фокусы они повторяли потом ещё несколько раз. Перед третьим «расстрелом» я понял уже, что они ломают жестокую комедию. Мне сказали: «Собирай вещи», а я в ответ: «Чего ж собираться, если всё равно расстреляете». Это их привело в бешенство.

Был освобождён из заключения после ввода советских войск в Афганистан в декабре 1979 года. После пребывания в тюрьме на его лице остались следы пыток. С 1980 года — заместитель заведующего отделом обороны и юстиции ЦК НДПА генерал Абду-л-Кадыра. Первый заместитель главного военного советника СССР в Афганистане генерал Владимир Черемных рекомендовал Хакима на пост заместителя начальника Генерального штаба, считая, что он справится с этими обязанностями, но Абду-л-Кадыр не отпустил его из своего отдела.
С 1981 года исполнял обязанности заведующего отделом обороны и юстиции. Был уполномоченным ЦК НДПА и Революционного совета ДРА по зоне «Запад». В 1986 году был включён в состав ЦК НДПА. С 4 декабря 1986 года — заместитель премьер-министра. В 1988—1989 годах занимал пост мэра Кабула, прилагал усилия к снабжению города продовольствием, объявлял о намерении развивать строительный бизнес. Однако политическая нестабильность и постоянные обстрелы города препятствовали начинаниям представителей власти.